# Dimos Kalamata
Dimos Kalamata (Kalamata) är en kommun i Grekland.   Den ligger i prefekturen Messenien och regionen Peloponnesos, i den södra delen av landet, 170 km sydväst om huvudstaden Aten. Antalet invånare är 70 006.